# Музей книги Миколаївської обласної універсальної наукової бібліотеки
Музей книги створений на базі відділу науково-дослідної роботи з рідкісними і цінними виданнями Миколаївської обласної універсальної наукової бібліотеки у 2020 році. У фондах зберігається понад 40 тисяч унікальних книжок та періодичної літератури. Зокрема, стародруки 17 століття, книги, що друкувалися виключно на території України до 1917 року, збірка мініатюрних книжок, поліграфічні видання, іменні колекції літератури, іноземні, періодичні та довідникові видання. Це єдиний у Миколаївській області музей подібного профілю.

## Історія
Ідея створення музею книг на базі бібліотеки належить Надії Богзі. Жінка працювала директоркою Миколаївської обласної універсальної наукової бібліотеки 29 років. Поштовхом для створення музею стала субвенція держави у 2018 році. Тоді виділили з бюджету 500 тисяч гривень, 15 тисяч додала бібліотека. У 2019 та 2020 роках ще були надходження по 198 тисяч гривень. Ці гроші вклали у придбання планетарного безконтактного сканеру для оцифровування книг, частину спеціалізованих меблів та на створення належних умов для зберігання рідкісних видань.

## Колекції
Загалом фонд рідкісних і цінних видань нараховує понад 40 тис. творів друку XVII-поч. XX ст., різноманітних за змістом, включаючи перші та прижиттєві видання творів видатних українських та іноземних письменників і вчених (К. Ціолковського, І. Франка, М. Грушевського, Е. Золя, Ч. Діккенса та ін.), твори друку видатних типографів минулого, книги, надруковані кириличним шрифтом, довідкова література минулих століть (енциклопедичний словник Брокгауза і Ефрона, енциклопедичний словник бібліографічного інституту Гранат, Військова енциклопедія, Реальна енциклопедія медичних наук). Понад 3 тис. примірників нараховують видання іноземними мовами: французькою, німецькою, англійською, латинською, польською, грецькою та іншими мовами народів світу.
Найстарішою книгою бібліотеки є другий том франко-італійського словника (Dittionario francese, et italiano, Венеція, 1686). Незважаючи на свій досить поважний вік, вона гарно збереглася. У наш час цінність даного словника полягає у тому, що він надає багатий матеріал для вивчення історії книги та друкування у Європі у 2-й половині ХVІІ ст.
Окрасою колекції стародруків бібліотеки є «Библия сиречь Книги Священного писания Ветхого и Нового Завета», надрукована церковнослов'янською мовою у синодальній друкарні в 1802 році. Це видання великого формату, має шкіряну оправу з відтиском, книга художньо оформлена малюнками.
Окремо представлені українські видання ХІХ-поч. ХХ ст., що складають колекцію «Україніка», яка нараховує понад 2300 прим. До колекції увійшли перші та прижиттєві видання творів українських письменників та науковців, твори друку типографій Києво-Печерської Лаври, Харківського університету, львівського видавництва Наукового Товариства ім. Т. Шевченка.
Серед них — прижиттєве видання першого українського історичного роману «Чорна Рада» (1857) Пантелеймона Куліша, що досі вважається найкращим твором історичної прози в українській літературі та «Ілюстрованої історії України» (1917) Михайла Грушевського.
Колекція мініатюрних видань, формат яких не перевищує 100×100 мм, нараховує понад 600 прим. книг різноманітної тематики. Більшу частину колекції книжок-крихіток складають видання художніх творів вітчизняних та зарубіжних письменників виданих у ХХ-на поч. ХХІ ст. Ці книги гарно ілюстровані, часто мають суперобкладинку, футляр, рельєфне золоте тиснення на оправі, позолочений зріз, стрічечку-закладку.
Особливе місце в експозиції Музею книги займають шедеври сучасного поліграфічного мистецтва — розкішні подарункові та ювілейні видання. Наприклад, подарунковий комплект «Витоки Свободи», до якого увійшли три книги у вишуканих обкладинках ручної роботи з натуральної шкіри: «Ілюстрована історія України» М. Грушевського, «Історія України-Русі» М. Аркаса, «Про українську мову і книгу» І. Огієнка. Видання «Енеїди» І. Котляревського виготовлено за оригінальною французькою технологією XVIII ст., гарно ілюстровано, захищено футляром, прикрашено тисненням на палітурці та золотим обрізом.